# Глория, Андреа
Андреа Глория (Глориа) (итал. Andrea Gloria; 1821—1911) — итальянский историк, профессор Падуанского университета.

## Биография
Андреа Глория родился в 1821 году в городе Падуе и всю свою учёную деятельность посвятил родному городу, сначала в качестве профессора палеографии в местном университете, потом как директор городского музея (итал. Musei civici agli Eremitani). 

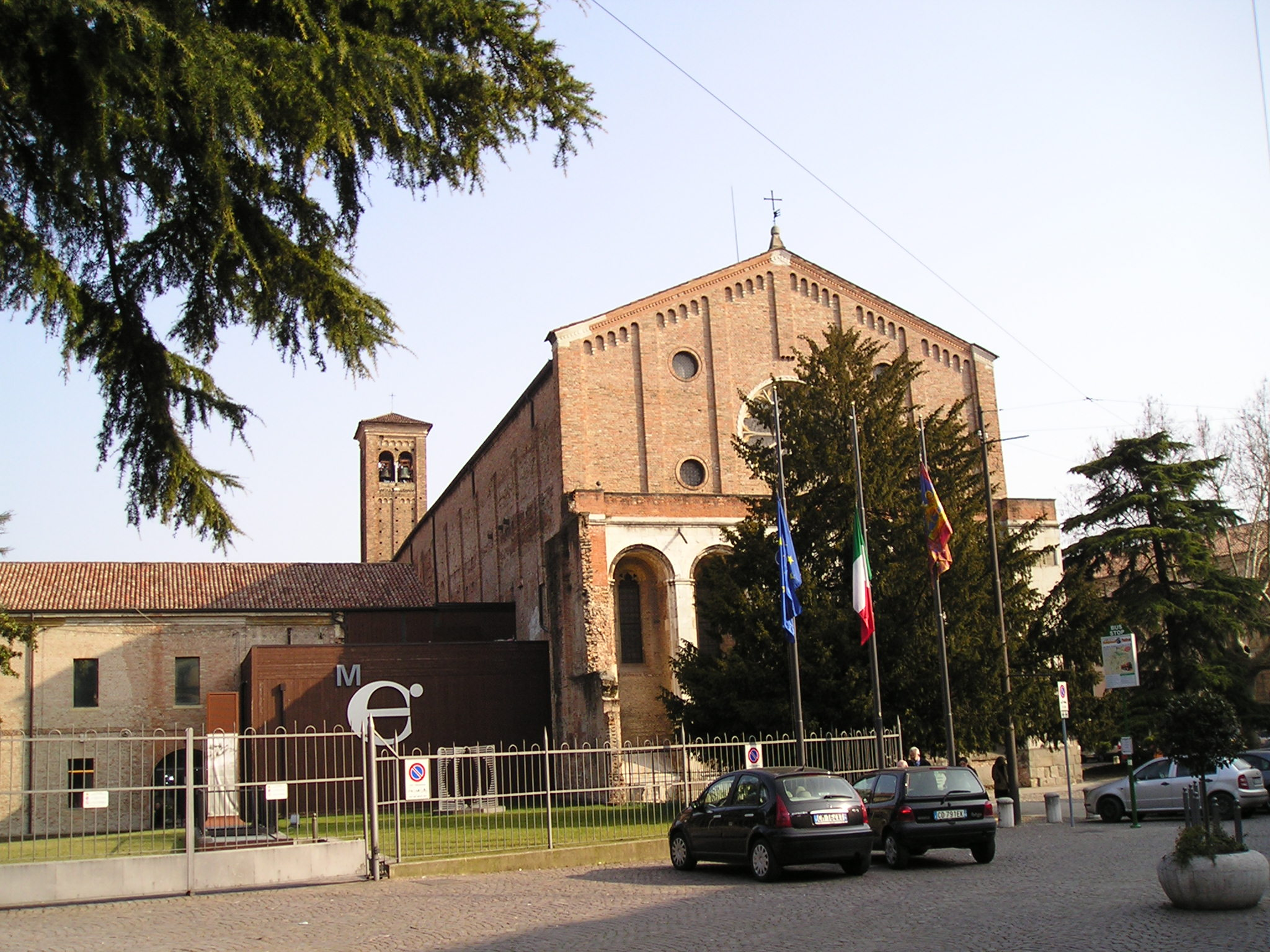
Музей Падуи
(Musei civici agli Eremitani)

Из его научных трудов одни посвящены палеографии и дипломатике, другие — истории Падуи. Наиболее важное значение из произведений первой категории имеют «Compendio delle lezioni teoriсо-pratiche di paleografia e diplomatica» (Падуя, 1869 — 70) и «Codice diplomatico padovano» (Венеция, 1878-1881). 
Большого интерес представляют исторические труды Глория, и преимущественно те из них, в которых автор пользуется неизданным архивным материалом. Так, он сообщил несколько новых подробностей для биографии Данте («Sulla dimora di Dante иn Padova», Падуя, 1865) и Петрарки («Documenti inediti intorno al Petrarca», Падуя, 1878), напечатал несколько ценных документов для истории Падуанского университета («Моnumenti dell’Università di Padova», 1885, и «Il collegio degli scolari detto Campione», Падуя, 1890) и издал несколько монографий по другим вопросам, среди которых были в частности: «Speronella e la riscossa dei Padovani contro il Barbarossa», Падуя, 1880, и «L’agro Patavino dai tempi romani alla pace de Costanza», Венеция, 1881).
Андреа Глория умер 31 июля 1911 года в Падуе.